# Getúlio Côrtes
Getúlio Francisco Côrtes (Rio de Janeiro, 22 de março de 1938) é um cantor e compositor brasileiro.
Ligado à Jovem Guarda e ao rock nacional, é irmão do cantor Gerson King Combo. É autor de mais de 400 composições musicais.

## Carreira
Criado no bairro de Madureira, iniciou sua carreira na Rádio Mayrink Veiga, em 1960, interpretando canções de grandes astros da música norte-americana como Frank Sinatra e Louis Armstrong. Nesta época, integrou o grupo The Wonderful Boys. Nos anos 1960, fez vocais em discos do grupo Renato & Seus Blue Caps, de quem também foi roadie.
Como compositor, foi gravado por diversos artistas da Jovem Guarda, especialmente Roberto Carlos, que gravou 13 músicas de Getúlio entre 1965 e 1976. É conhecido, principalmente, por ser o autor da canção "Negro Gato", de 1962, gravada por diversos artistas como Renato e Seus Blue Caps, Roberto Carlos, Luiz Melodia e Marisa Monte.
Em 2002, participou de um disco-tributo a ele mesmo, O Pulo do Negro Gato, com participações de amigos como Erasmo Carlos, Leno, Fagner, Wanderléa, Jerry Adriani e de seu irmão Gerson King Combo. Na ocasião, Getúlio cantou em "Coração Embalsamado".
Lançou seu primeiro álbum como intérprete em março de 2018, chamado As histórias de Getúlio Côrtes, contendo versões de suas canções mais famosas gravadas por outros artistas, com produção musical de André Paixão e sob a direção artística de Marcelo Fróes.
Em novembro de 2020, lança o afro-soul “Tira esse joelho daí”, inspirada no movimento "Black Lives Matter", primeira parceria com o irmão, Gerson King Combo. Foi a única música que fizeram juntos e a última música que Gerson gravou, antes de falecer.

## Discografia
- 2018 - As Histórias de Getúlio Côrtes

### Composições gravadas por Roberto Carlos
| Nº  | Título                              | Composição                        | Ano  |
| --- | ----------------------------------- | --------------------------------- | ---- |
| 1.  | Noite de Terror                     | Getúlio Côrtes                    | 1965 |
| 2.  | O Feio                              | Getúlio Côrtes-Renato Barros      | 1965 |
| 3.  | Pega Ladrão                         | Getúlio Côrtes                    | 1965 |
| 4.  | Negro Gato                          | Getúlio Côrtes                    | 1966 |
| 5.  | O Gênio                             | Getúlio Côrtes                    | 1966 |
| 6.  | O Sósia                             | Getúlio Côrtes                    | 1967 |
| 7.  | Quase Fui Lhe Procurar              | Getúlio Côrtes                    | 1968 |
| 8.  | O Tempo Vai Apagar                  | Getúlio Côrtes-Paulo César Barros | 1968 |
| 9.  | Nada Tenho a Perder                 | Getúlio Côrtes                    | 1969 |
| 10. | Uma Palavra Amiga                   | Getúlio Côrtes                    | 1970 |
| 11. | Eu Só Tenho Um Caminho              | Getúlio Côrtes                    | 1971 |
| 12. | Atitudes                            | Getúlio Côrtes                    | 1973 |
| 13. | Por Motivo de Força Maior           | Getúlio Côrtes                    | 1976 |
| 14. | Quase Fui Lhe Procurar (Regravação) | Getúlio Côrtes                    | 1995 |